# Chiesa di San Taddeo (Levico Terme)
La chiesa di San Taddeo è la parrocchiale a Barco, frazione di Levico Terme. La sua origine si colloca nel XV secolo.

## Storia
La costruzione della chiesa dedicata a San Taddeo, patrono della piccola frazione di Barco, a Levico, iniziò nel 1858 e venne conclusa circa un anno dopo, quando fu benedetta.
Nel 1860 ebbe dignità di espositura legata alla chiesa parrocchiale di Levico.
La consacrazione venne celebrata nel 1864 da Benedetto Riccabona de Reichenfels, vescovo di Trento.
All'inizio del XX secolo venne eretto il campanile e nel primo dopoguerra venne restaurato tutto l'edificio colpitò più volte durante il conflitto.
Ebbe dignità di parrocchia dal 1921 e nel 1922 vennero decorate le pareti interne.
Tra il 1929 e il 1930 venne installato un orologio sulla torre campanaria e la navata venne ritinteggiata.
Nel 1942 fu rifatto il pavimento della sala e, dopo la fine del conflitto, vennero riparate le volte.
Un ciclo di restauri venne realizzato tra 1964 e 1968, con interventi sulla protezione dalle infiltrazioni di umidità, sugli intonaci e sugli impianti. Lo storico altar maggiore in legno fu distrutto e vennero imbiancate anche alcune decorazioni apposte in precedenza. Divenne poi necessario riparare i danni prodotti da un incendio al castello campanario nel 1965. Pochi anni dopo si intervenne due volte sulla copertura del tetto, che necessitava di riparazioni urgenti ed era stato danneggiata dal terremoto del 1976.
Nuovi e più recenti interventi si sono avuti all'inizio degli anni ottanta (hanno riguardato la torre campanaria e gli esterni dell'edificio) e nel 2008 (adeguamento degli impianti elettrico, di amplificazione acustica e anti intrusione).